# St. Johannes der Täufer (Iraklio)
Die Kirche St. Johannes der Täufer (griechisch Καθολική Εκκλησία Ηράκλειο; auch Katholiki Ekklisia Agios Ioannis Vaptistis) ist eine römisch-katholische Kirche in Iraklio auf Kreta. Sie ist dem heiligen Johannes dem Täufer gewidmet. 
Die Katholische Gemeinde von Iraklion hat eine lange Tradition. Die Kirche St. Johannes der Täufer wurde 1888 erstmals erbaut. Die Kirche wurde 1959 bei einem schweren Erdbeben schwer beschädigt und unter der Leitung von Pater George Roussos von 1961 bis 1962 wieder aufgebaut. Pater Petros Roussos, der von 1980 bis 2008 Pfarrer von St. Johannes war, renovierte auch das Kapuzinerkloster, das neben der Kirche angesiedelt ist. Die Adresse ist Patros Antoniou 2, Iraklio 712 02, Griechenland.
Eine kleine Kapelle des Heiligen Kreuzes, auf dem alten katholischen Friedhof an der Efesou Road/ Ikarou Avenue, wurde 1893 erbaut. In der Kapelle werden an den Kirchenfesten Kreuzerhöhung am 14. September und Allerseelen am 2. November jeweils Heilige Messen gefeiert. Jeden Karfreitag findet eine Kreuzwegandacht statt.